# Bancos de Colombia

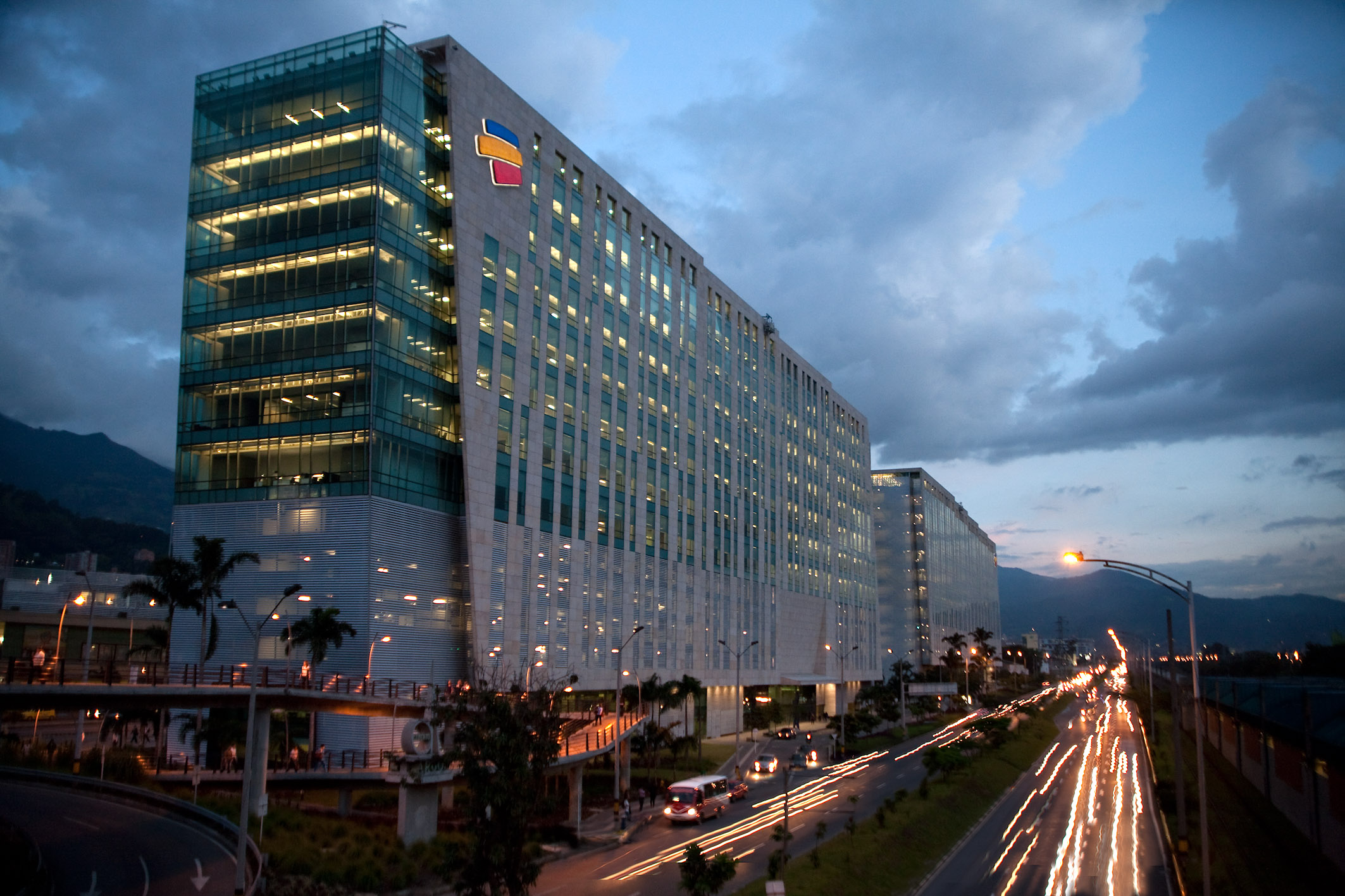
Dirección general de Bancolombia en Medellín, el banco más grande del país por cantidad de activos

El sistema financiero colombiano está conformado por los establecimientos de crédito (EC), las entidades de servicios financieros (ESF) y otras entidades financieras, las cuales, en su mayoría, se han agrupado mediante la figura de los conglomerados financieros.

## Historia

### sigloXIX
En 1870 no había un solo banco en Colombia. Hasta esa época la Iglesia y los principales comerciantes dominaron el limitado mercado crediticio existente. Además, no circulaban billetes de ningún tipo. El circulante estaba compuesto por monedas de oro, plata, níquel y cobre. El país tenía, pues, un sistema monetario y crediticio muy poco desarrollado.
Todo ello empezó a cambiar en 1870 con la fundación del primer banco privado exitoso: el Banco de Bogotá. Las condiciones para el surgimiento de la banca colombiana se gestaron en la década de 1860 con la desamortización de los bienes de manos muertas, es decir, la puesta en el mercado de aquellas propiedades eclesiásticas que hasta ese momento eran inajenables y de los bienes raíces privados que por estar hipotecados a entidades religiosas no podían ser comprados ni vendidos. Ello permitió el desmonte del sistema de crédito hipotecario que controlaba la Iglesia desde la colonia, los llamados censos, también tuvo relevancia la promulgación en 1863 de la Constitución de Rionegro, la cual defendió los principios de la libertad para la iniciativa económica privada.
El éxito del Banco de Bogotá llevó a que en esa misma década se abrieran otros bancos privados en Bucaramanga, Popayán, Medellín, Barranquilla, Cartagena, y en la misma capital del país.
En su primera etapa, y mientras rigió la Constitución de 1863, el negocio bancario estuvo muy poco regulado y controlado por el gobierno. Además, los bancos emitían sus propios billetes: lo que se conoce en la literatura como la banca libre.
Entre 1870 y 1886, Colombia vivió una era de banca libre muy exitosa: se crearon un total de 34 bancos privados, más que en cualquier otro subperíodo de la etapa inicial de la banca en Colombia y probablemente más que en cualquier otro período de nuestra historia económica. 
De 1886 a 1923, se vive un periodo marcado por inestabilidad política, luchas internas y poco crecimiento en líneas generales. Sin embargo, es en este lapso que se crea el Banco Central (1923), siguiendo las recomendaciones de la Misión Kemmerer. El gobierno trae éste comité de expertos debido al fracaso con el Banco Nacional (1894) como emisor central, así como a la necesidad creada por el ingreso de dinero (25 millones de dólares) debido a la indemnización por Panamá..

### sigloXX
Entre 1945 y los 70´s, el país experimenta un crecimiento acelerado, lo que conlleva a la creación de nuevos bancos y el fortalecimiento de los existentes, ya que prácticamente eran los únicos establecimientos financieros existentes.
En la historia reciente de los años 90’s, se da un boom financiero sin precedentes, naciendo infinidad de nuevas entidades de todo tipo. El nacimiento de todas estas figuras crea la especialización financiera, llegando a su fin la era de monopolio bancario, Luego de la crisis financiera de finales de la década de los noventa, este sector se ha venido fortaleciendo gracias, entre otras cosas, a la regulación del gobierno nacional y de la Superintendencia Financiera de Colombia.

### sigloXXI
Tras el nuevo milenio los bancos colombianos han empezado una fase de expansión regional en 2010 el Grupo Aval anuncia la compra de BAC Credomatic, en 2012 Davivienda adquiere las filiales de HSBC en Centroamérica. Bancolombia compra la filial de HSBC en Panamá, hoy Banistmo y Banco Agrícola de El Salvador. En 2020 se concretó la venta de la filial paraguaya del BBVA por parte del grupo GNB Sudameris. además, el mercado local se está volviendo atractivo para capitales extranjeros y esta en trámite de entrar en el mercado local BTG Pactual y JP Morgan Chase.

## Bancos tradicionales
El siguiente cuadro muestra las principales instituciones bancarias de Colombia en mayo de 2025.
| N.° | País           | Banco                | Utilidades a fin de mayo 2025 (COP) | Utilidades a fin de mayo 2025 (COP) | Fundación | Sede         | Propiedad                |
| --- | -------------- | -------------------- | ----------------------------------- | ----------------------------------- | --------- | ------------ | ------------------------ |
| 1   | Colombia       | Bancolombia          | 2 594 748 000 000                   | [ 5 ]                               | 1875      | Medellín     | Privado, comercial       |
| 2   | Colombia       | Davivienda           | 549 469 000 000                     | [ 6 ]                               | 1972      | Bogotá       | Privado, comercial       |
| 3   | Colombia       | Banco de Bogotá      | 417 814 000 000                     | [ 7 ]                               | 1870      | Bogotá       | Privado, comercial       |
| 4   | Estados Unidos | Citibank             | 295 007 000 000                     | [ 8 ]                               | 1916      | Bogotá       | Privado, empresarial     |
| 5   | Colombia       | Agrario              | 280 128 000 000                     | [ 9 ]                               | 1999      | Bogotá       | Banca pública, comercial |
| 6   | Colombia       | Banco de Occidente   | 243 118 000 000                     | [ 10 ]                              | 1967      | Cali         | Privado, comercial       |
| 7   | Colombia       | GNB Sudameris        | 179 730 000 000                     | [ 11 ]                              | 1920      | Bogotá       | Privado, comercial       |
| 8   | España         | BBVA                 | 95 881 000 000                      | [ 12 ]                              | 1956      | Bogotá       | Privado, comercial       |
| 9   | Colombia       | Caja Social          | 61 698 000 000                      | [ 13 ]                              | 1911      | Bogotá       | Privado, comercial       |
| 10  | Brasil         | BTG Pactual          | 49 770 000 000                      |                                     | 1983      | Bogotá       | Privado, comercial       |
| 11  | Colombia       | Mundo Mujer          | 47 676 000 000                      | [ 14 ]                              | 2014      | Popayán      | Privado, comercial       |
| 12  | Estados Unidos | JP Morgan Chase      | 38 322 000 000                      | [ 15 ]                              | 2006      | Bogotá       | Privado, empresarial     |
| 13  | Brasil         | Itaú                 | 34 562 000 000                      | [ 16 ]                              | 2017      | Bogotá       | Privado, comercial       |
| 14  | Chile          | Falabella            | 29 082 000 000                      | [ 17 ]                              | 1998      | Bogotá       | Privado, comercial       |
| 15  | Colombia       | Bancamía             | 23 131 000 000                      | [ 18 ]                              | 2008      | Bogotá       | Privado, comercial       |
| 16  | Perú           | MiBanco              | 18 674 000 000                      | [ 19 ]                              | 2020      | Bogotá       | Privado, comercial       |
| 17  | España         | Santander            | 15 050 000 000                      | [ 20 ]                              | 2013      | Bogotá       | Privado, empresarial     |
| 18  | Colombia       | W                    | 7 802 000 000                       | [ 21 ]                              | 2011      | Cali         | Privado, comercial       |
| 19  | Colombia       | Finandina            | 5 767 000 000                       | [ 22 ]                              | 2011      | Chía         | Privado, comercial       |
| 20  | Colombia       | Ban100               | 5 598 000 000                       | [ 23 ]                              | 2011      | Bogotá       | Privado, comercial       |
| 21  | Colombia       | Unión                | 4 092 000 000                       | [ 24 ]                              | 1995      | Cali         | Privado, comercial       |
| 22  | Colombia       | Popular              | 4 041 000 000                       | [ 25 ]                              | 1950      | Bogotá       | Privado, comercial       |
| 23  | Colombia       | Coopcentral          | 4 039 000 000                       | [ 26 ]                              | 2012      | Bogotá       | Privado, comercial       |
| 24  | Colombia       | Serfinanza           | 609 000 000                         | [ 27 ]                              | 2019      | Barranquilla | Privado, comercial       |
| 25  | Colombia       | Contactar            | - 2 445 000 000                     |                                     | 2024      | Pasto        | Privado, comercial       |
| 26  | Colombia       | Scotiabank Colpatria | - 26 195 000 000                    | [ 28 ]                              | 1955      | Bogotá       | Privado, comercial       |
| 27  | Colombia       | Lulo                 | - 28 346 000 000                    |                                     | 2019      | Bogotá       | Privado, comercial       |
| 28  | Colombia       | AV Villas            | - 37 229 000 000                    | [ 29 ]                              | 1972      | Bogotá       | Privado, comercial       |
| 29  | Colombia       | Bancoomeva           | - 40 884 000 000                    | [ 30 ]                              | 1964      | Cali         | Privado, comercial       |
| 30  | Ecuador        | Pichincha            | - 68 847 000 000                    | [ 31 ]                              | 2018      | Bogotá       | Privado, comercial       |

## NeoBancos
Los Neobancos han sido una revolución en el sistema bancario que ha demostrado una gran capacidad de adaptación, son 100% digitales y son accesibles a los clientes solo en aplicaciones móviles y plataformas de computadoras, se han vuelto bastante populares tras su regulación por parte del congreso en 2019.
| País      | Neobanco           | Casa Matriz       | N.º de Usuarios |
| --------- | ------------------ | ----------------- | --------------- |
| Colombia  | Nequi              | Grupo Bancolombia | 16 000          |
| Colombia  | Daviplata          | Grupo Bolívar     | 16 000          |
| Colombia  | Movii              | billetera digital | 4 000           |
| Brasil    | Nu                 | Nu Holdings       | 4 000           |
| Colombia  | Tpaga              | S.A.S.            | 3 000           |
| Colombia  | Tuya Pay           | Grupo Bancolombia | 1 300 000       |
| Colombia  | Dale!              | Grupo Aval        | 1 000           |
| Colombia  | Rappi              | Grupo Bolívar     | 1 000           |
| Colombia  | Leal               | FinTech           | 1 000           |
| Colombia  | Littio             | FinTech           | 300 000         |
| Argentina | Ualá               | Ualá              | 292 000         |
| Colombia  | Lulo Bank          | Grupo Gilinski    | 250 000         |
| Colombia  | Coink              | FinTech           | 230 000         |
| Colombia  | Iris Neofinanciera | FinTech           | 1 400           |

### Lista de Bancos Liquidados
|    | Banco                                                                                 | Fundación | Liquidación | Liquidación | Destino                                                   |
| -- | ------------------------------------------------------------------------------------- | --------- | ----------- | ----------- | --------------------------------------------------------- |
| 1  | Banco Ganadero                                                                        | 1956      | 1996        | [ 34 ]      | Fusión por absorción con BBVA (Colombia)                  |
| 2  | Concasa                                                                               | 1972      | 1997        | [ 35 ]      | Fusión por consolidación con Banco Cafetero               |
| 3  | Banco Industrial Colombiano (BIC)                                                     | 1945      | 1998        | [ 36 ]      | Fusión con Banco de Colombia, dando origen a Bancolombia. |
| 4  | Caja Agraria de Colombia                                                              | 1931      | 1999        | [ 37 ]      | Liquidado para crear el Banco Agrario                     |
| 5  | Banco Central Hipotecario                                                             | 1938      | 2000        | [ 38 ]      | Liquidado por deudas                                      |
| 6  | Banco Cafetero                                                                        | 1953      | 2005        | [ 39 ]      | Fusión por absorción con Davivienda                       |
| 7  | Banco Granahorrar                                                                     | 1972      | 2005        | [ 40 ]      | Fusión por absorción con BBVA (Colombia)                  |
| 8  | Colmena                                                                               | 1973      | 2005        | [ 41 ]      | Fusión por consolidación con Banco Caja Social            |
| 9  | Conavi                                                                                | 1974      | 2006        | [ 42 ]      | Fusión por absorción con Bancolombia                      |
| 10 | Megabanco                                                                             | 1999      | 2006        | [ 43 ]      | Fusión por absorción con Banco de Bogotá                  |
| 11 | Banco de construcción y Desarrollo Banco de Crédito (2002) Helm Bank (2009) CorpBanca | 1963      | 2016        | [ 44 ]      | Fusión por absorción con Banco Itaú Colombia              |
| 12 | Citibank (Colombia) (Banca comercial)                                                 | 1916      | 2018        | [ 45 ]      | Colpatria adquirió la sección de banca comercial          |